# 肝臓水解物
肝臓水解物（かんぞうすいかいぶつ、英: Liver Hydrolysate）とは、ウシやブタなどの哺乳動物の肝臓に消化酵素を加え、加水分解したものである。肝臓加水分解物ともいう。

## 効果
アミノ酸やペプチドを多く含む。肝臓の働きを助け、飲酒時における体内のアセトアルデヒドの代謝を促進することから、二日酔いの軽減を目的とした市販医薬品やサプリメントに使用される（例：ウルソデオキシコール酸）。
医療用途としては、古くから慢性肝疾患に肝臓エキスや肝臓そのものの投与が行われてきたが、1896年に、ドイツ学派により慢性肝疾患の治療に肝臓の加水分解物の使用が試みられた。日本では1957年より臨床研究がすすめられ、その結果慢性肝炎、肝硬変、胆管炎、毛細胆管炎、中毒性肝臓症、アレルギー性肝臓症などに有効であることが認められた。